# Baeksang Arts Awards de 2020
A 56ª cerimônia anual do Baeksang Arts Awards foi realizada no dia 5 de junho de 2020. Inicialmente programada para a data de 1 de maio, a cerimônia  foi adiada para 5 de junho e sem a presença de público, a fim de impedir a propagação da pandemia de COVID-19.
Os indicados que são o elenco e a equipe de programas de televisão, filmes e peças de teatro lançados no período de 1º de abril de 2019 a 30 de abril de 2020, foram anunciados em 8 de maio de 2020. Parasite, que recebeu o maior número de indicações, foi indicado em todas as categorias relacionadas a cinema, exceto de Melhor Diretor Revelação. É a primeira vez que a plataforma de distribuição digital Netflix, é indicada ao Baeksang Arts Awards, tanto na categoria cinema com Time to Hunt, como na categoria televisão com Kingdom.
A cerimônia realizada no KINTEX na província de Gyeonggi, foi apresentada por Shin Dong-yup, Bae Suzy e Park Bo-gum pelo terceiro ano consecutivo. As maiores honras da noite, o Grande Prêmio (Daesang), foram entregues ao diretor Bong Joon-ho na categoria cinema e para o título When the Camellia Blooms da KBS2, pela categoria televisão.

## Vencedores e indicados
Lista completa de indicados e vencedores (este último indicado em negrito).

### Cinema
| Grande Prêmio | Grande Prêmio |
| --- | --- |
| Bong Joon-ho - Parasite | |
| Melhor Filme | Melhor Diretor |
| - Parasite - The Man Standing Next - House of Hummingbird - Exit - Kim Ji-young: Born 1982 | - Kim Bora – House of Hummingbird - Bong Joon-ho – Parasite - Woo Min-ho – The Man Standing Next - Lee Jong-eon - Birthday - Chung Ji-young – Black Money                                                                                       |
| Melhor Ator | Melhor Atriz |
| - Lee Byung-hun – The Man Standing Next como Kim Gyu-pyeong - Song Kang-ho – Parasite como Kim Ki-taek - Lee Je-hoon – Time to Hunt como Jun-seok - Jo Jung-suk – Exit como Yong-nam - Han Suk-kyu – Forbidden Dream como Rei Sejong                                             | - Jeon Do-yeon – Birthday como Soon-nam - Kim Hee-ae – Moonlit Winter como Yoon-hee - Kim So-jin – Another Child como Mi-hee - Jung Yu-mi – Kim Ji-young: Born 1982 como Kim Ji-young - Cho Yeo-jeong - Parasite como Sra. Park                 |
| Melhor Ator Coadjuvante | Melhor Atriz Coadjuvante |
| - Lee Kwang-soo – Inseparable Bros como Dong-goo - Kim Young-min – Lucky Chan-sil como Jang Guk-Young - Park Myung-hoon – Parasite como Geun-sae - Won Hyun-joon– The Divine Move 2: The Wrathful como Xamã Jangsung - Lee Hee-joon – The Man Standing Next como Kwak Sang-cheon | - Kim Sae-byuk – House of Hummingbird como Yong-ji - Kim Guk Hee – Tune in for Love como Eun-ja - Kim Mi-kyung – Kim Ji-young: Born 1982 como Mi-sook - Park So-dam – Parasite como Kim Ki-jeong - Lee Jung-eun – Parasite como Gook Moon-gwang |
| Melhor Ator Revelação | Melhor Atriz Revelação |
| - Park Myung-hoon – Parasite como Geun-sae - Park Hae-soo – Time to Hunt como Han - Park Hyung-sik – Juror 8 como Kwon Nam-woo - Ahn Ji-ho – A Boy and Sungreen como Bo-hee - Jung Hae-in – Tune in for Love como Hyun-woo                                                       | - Kang Mal-geum – Lucky Chan-sil como Chan-sil - Kim So-hye – Moonlit Winter como Sae-bom - Kim Hye-jun – Another Child como Joo-ri - Park Ji-hoo – House of Hummingbird como Eun-hee - Jang Hye-jin – Parasite como Chung-sook                 |
| Melhor Diretor Revelação | Melhor Roteiro |
| - Kim Do-young – Kim Ji-young: Born 1982 - Kang Sang-woo – Kim-gun - Kim Bora – House of Hummingbird - Kim Kyoung-hee – Lucky Chan-sil - Lee Sang-geun – Exit | - Lee Sang-geun – Exit - Kim Bora – House of Hummingbird - Bong Joon-ho, Han Jin-won – Parasite - Woo Min-ho, Lee Ji-min – The Man Standing Next - Lim Dae-hyung – Moonlit Winter                                                               |
| Prêmio Técnico | |
| - Kim Seo-hee (Maquiagem e cabelo) – The Man Standing Next - Lee Ha-jun (Arte) – Parasite - Hong Kyung-pyo (Filmagem) – Parasite - Kim Young-ho (Filmagem) – The Battle: Roar to Victory - Yun Jin-yul (Artes marciais) — Exit                                                   | |

### Filmes com múltiplas indicações
| Indicações | Filme                   |
| ---------- | ----------------------- |
| 12         | Parasite                |
| 6          | House of Hummingbird    |
| 6          | The Man Standing Next   |
| 4          | Exit                    |
| 4          | Kim Ji-young: Born 1982 |
| 3          | Lucky Chan-sil          |
| 3          | Moonlit Winter          |
| 2          | Another Child           |
| 2          | Birthday                |
| 2          | Time to Hunt            |
| 2          | Tune in for Love        |

### Filmes com múltiplos prêmios
| Prêmios | Filme                 |
| ------- | --------------------- |
| 3       | Parasite              |
| 2       | House of Hummingbird  |
| 2       | The Man Standing Next |

### Televisão
| Grande Prêmio | Grande Prêmio |
| --- | --- |
| When the Camellia Blooms (KBS2) | |
| Melhor Drama | Melhor Diretor |
| - Hot Stove League (SBS) - When the Camellia Blooms (KBS2) - Crash Landing on You (tvN) - Kingdom (Netflix) - Hyena (SBS) | - Mo Wan-il – The World of the Married - Kim Sung-yoon – Itaewon Class - Lee Jung-hyo – Crash Landing on You - Cha Yeong-hoon – When the Camellia Blooms - Jeong Dong-yoon – Hot Stove League                                                                                             |
| Melhor Programa Educacional | Melhor Programa de Entretenimento |
| - Giant Peng TV (EBS) - Documentary Insight – Archive Project Modern Korea (KBS1) - The Page Turners (tvN) - PD Note – Prosecution Reporters (MBC) - SBS Special – Yo Han Ssi Dol Hyun (SBS)                                                                         | - Mister Trot (TV Chosun) - Where is My Home? (MBC) - How Do You Play? (MBC) - Delicious Rendezvous (SBS) - Kang's Kitchen (tvN) |
| Melhor Ator | Melhor Atriz |
| - Kang Ha-neul – When the Camellia Blooms como Hwang Yong-sik - Namkoong Min – Hot Stove League como Baek Seung-soo - Park Seo-joon – Itaewon Class como Park Sae-ro-yi - Ju Ji-hoon – Hyena como Yoon Hee-jae - Hyun Bin – Crash Landing on You como Ri Jeong-hyeok | - Kim Hee-ae – The World of the Married como Ji Sun-woo - Kim Hye-soo – Hyena como Jung Geum-ja / Jung Eun-yeong - Gong Hyo-jin – When the Camellia Blooms como Oh Dong-baek - Son Ye-jin – Crash Landing on You como Yoon Se-ri - Lee Ji-eun – Hotel del Luna como Jang Man-wol          |
| Melhor Ator Coadjuvante | Melhor Atriz Coadjuvante |
| - Oh Jung-se – When the Camellia Blooms como No Gyu-tae - Kim Young-min – The World of the Married como Son Je-hyuk - Yang Kyung-won – Crash Landing on You como Pyo Chi-su - Yoo Jae-myung – Itaewon Class como Jang Dae-hee - Jeon Seok-ho – Hyena como Ga Ki-hyuk | - Kim Sun-young – Crash Landing on You como Na Wol-sook - Kwon Nara – Itaewon Class como Oh Soo-ah - Seo Ji-hye – Crash Landing on You como Seo Dan - Son Dam-bi – When the Camellia Blooms como Choi Hyang-mi / Choi Go-eun - Yeom Hye-ran – When the Camellia Blooms como Hong Ja-young |
| Melhor Ator Revelação | Melhor Atriz Revelação |
| - Ahn Hyo-seop – Dr. Romantic 2 como Seo Woo-jin - Kim Kang-hoon – When the Camellia Blooms como Kang Pil-gu - Ahn Bo-hyun – Itaewon Class como Jang Geun-won - Ong Seong-wu – At Eighteen como Choi Joon-woo - Lee Jae-wook – Extraordinary You como Baek Kyung     | - Kim Da-mi – Itaewon Class como Jo Yi-seo - Jeon Mi-do – Hospital Playlist como Chae Song-hwa - Jeon Yeo-been – Be Melodramatic como Lee Eun-jung - Jung Ji-so – The Cursed como Baek So-jin - Han So-hee – The World of the Married como Yeo Da-kyung                                   |
| Melhor Artista de Variedades – Masculino | Melhor Artista de Variedades – Feminino |
| - Yoo Jae-suk – How Do You Play? - Kim Sung-joo – Mister Trot - Kim Hee-chul – Knowing Bros - Moon Se-yoon – 2 Days & 1 Night (temporada 4) - Jang Sung-kyu – Movie Room                                                                                             | - Park Na-rae – I Live Alone - Kim Min-kyung – Tasty Guys - Ahn Young-mi – Radio Star - Jang Do-yeon – Food Bless You - Hong Hyun-hee – Wife's Taste |
| Melhor Roteiro | Prêmio Técnico |
| - Lim Sang-choon – When the Camellia Blooms - Kim Roo-ri – Hyena - Park Ji-eun – Crash Landing on You - Lee Shin-hwa – Hot Stove League - Lee Woo-jung – Hospital Playlist                                                                                           | - Jang Yeon-wook (Arte) – Great Escape 3 - Kim Nam-sik, Ryu Gun-hee (Efeitos especiais) – Kingdom - Kim Ji-soo (Arte) – Pegasus Market - Park Sung-il (Música) – Itaewon Class - Park Si-yeon (Filmagem) – You Quiz on the Block                                                          |

### Programas com múltiplas indicações
| Indicações | Programa de Televisão    |
| ---------- | ------------------------ |
| 9          | When the Camellia Blooms |
| 8          | Crash Landing on You     |
| 7          | Itaewon Class            |
| 5          | Hyena                    |
| 4          | Hot Stove League         |
| 4          | The World of the Married |
| 2          | Hospital Playlist        |
| 2          | How Do You Play?         |
| 2          | Kingdom 2                |
| 2          | Mister Trot              |

### Programas com múltiplos prêmios
| Prêmios | Programas de Televisão   |
| ------- | ------------------------ |
| 4       | When the Camellia Blooms |
| 2       | The World of the Married |

### Teatro
| Peça Baeksang | Melhor Peça de Curta Duração |
| --- | --- |
| - Shin Yoo-chung (diretor) – Scorched Love - Bae Yo-seob (diretor) - Human Fuga - Gong Joon (ator) - Human Fuga - Park Hae-sung (diretor) – Sputnik - Sun Myung-gyun (diretor) - Sputnik | - Act on the Anti-Discrimination Against and Remedies for Love and Friendship - Body and Land Are Just One - Really, Really the Last Japanese Soldier - We Arrived In This City Together |
| Melhor Ator | Melhor Atriz |
| - Baek Suk-gwang – WIFE - Kim Won-young - Act on the Anti-Discrimination Against and Remedies for Love and Friendship - Lim Young-joon - To You                                          | - Kim Jung – Rotterdam - Kim Shin-rok - Nokcheon Has Fields of Sh*t - Lee Ri - National Highway 7 - Lee Joo-young - Scorched Love - Lee Ji-hyun - This Is The Last                       |

### Outros prêmios
| Categoria                                | Beneficiário |
| ---------------------------------------- | ------------ |
| Prêmio Ícone Bazaar                      | Seo Ji-hye   |
| Prêmio Tiktok de Popularidade (Masculino | Hyun Bin     |
| Prêmio Tiktok de Popularidade (Feminino) | Son Ye-jin   |